# ديكستر دبليو. درابر
ديكستر دبليو. درابر (بالإنجليزية: Dexter W. Draper)‏ هو مدرب كرة سلة أمريكي، ولد في 23 مايو 1881 في بوسطن في الولايات المتحدة، وتوفي في 22 أغسطس 1961 في لانكستر في الولايات المتحدة.